# Chlamys
Chlamys — род двустворчатых моллюсков из семейства морских гребешков. Они живут или жили исключительно в море. Древнейшие представители рода известны с триаса. Многие виды интенсивно вылавливаются и имеют большое промысловое значение.

## Внешний вид и строение
Ширина раковины обычно превышает длину. Обе створки выпуклые; левая обычно более выпуклая, чем правая. Переднее ушко больше заднего. Ниже переднего ушка правой створки имеется большое биссальное отверстие. Наружная поверхность покрыта многочисленными колючими ребрами или гребнями, которые, в свою очередь, покрыты более тонкими радиальными ребрами. Эти радиальные элементы могут пересекаться концентрическими ребрами и гребнями роста. Внутренний край имеет тонкие радиальные ребра. Крурены, небольшие выступы на замке, развиты слабо или отсутствуют. Раковины многих видов ярко окрашены. Окраска может быть оранжевой, желтой, розовой, фиолетовой, коричневой или белой.
По краю мантии есть множество крошечных глазков, которые у живого животного можно увидеть в виде черных пигментных пятен в складках мантии. Эти моллюски используют глаза, чтобы распознавать приближающихся хищников, а также, вероятно, для ориентации во время плавания.
Виды Chlamys раздельнополы, соотношение самцов и самок 1:1 или близкое к нему.

## Развитие
Развитие изучалось у отдельных видов, например Chlamys hastata. Свободноплавающая личиночная стадия, трохофора, вылупляется из оплодотворенной икринки, размер которой составляет примерно 70 микрометров. Примерно через 45 часов развития он начинает выделять материал раковины из двух дорсальных полей раковины. Примерно через 50 часов трансформация в свободноплавающую планктонную личинку велигера завершается. Свое название он получил от велума — овальной, лопастной формы с ресничками .занятый орган, используемый как для передвижения, так и для добывания пищи. Примерно через 34 дня развивается ножка, личинки теперь часто ползают по поверхности субстрата, используя как мышцы, так и реснички. Развитие личинок завершается примерно через 40 дней, а длина раковины составляет около 240 микрометров. При быстром метаморфозе из мелких жаберных систем развиваются функциональные жабры, ротовое отверстие и ступня перемещаются в имагинальное положение.
Достаточный размер для коммерческого использования (около 6 сантиметров) достигается через 5-6 лет. Однако, эти моллюски могут прожить от 28 до 30 лет, максимум до 35 лет. Тогда они будут около 8 сантиметров в высоту.

## Экология
Chlamys обитают на морском дне на твердых грунтах, часто на песчаном дне с отдельными камнями, к которым они прикрепляются нитями биссуса. Они могут оторваться от крепления при неблагоприятных условиях. Как и многие морские гребешки (Pectinidae), они способны плавать, но делают это не так часто и активно, как другие виды этого семейства (обычно с гладкими раковинами). При плавании вода выбрасывается с обеих сторон замка, так что животное плывёт замком назад. Животные встречаются от зоны прибоя до максимальной глубины около 2000 метров, но обычно только до глубины от 120 до 200 метров.

## Таксономия
Прежний крупный род Chlamys был разделен на многочисленные подроды, которые сейчас преимущественно считаются самостоятельными родами. После молекулярных исследований было подтверждено, что изначальный род является парафилетическим.
Род в современном понимании включает только бывший подрод Chlamys. На сентябрь 2023 года в род включают следующие виды:
- Chlamys albida (Arnold, 1906)
- Chlamys asiatica Scarlato, 1981
- Chlamys behringiana (Middendorff, 1849)
- Chlamys chosenica Kuroda, 1932
- Chlamys farreri (K. H. Jones & Preston, 1904)
- Chlamys hastata (G. B. Sowerby II, 1842)
- Chlamys islandica (O. F. Müller, 1776)
- Chlamys lioica (Dall, 1907)
- Chlamys rubida (Hinds, 1845)

Многие другие виды, ранее временно причисленные к этому роду, в настоящее время отнесены к другим родам.

## Распространение
Род Chlamys в представленном здесь современном понимании ограничен северной частью Тихого океана и Северной Атлантикой и широко распространен в бореальных и арктических водах. Род широко распространён и приполярен, но отдельные виды имеют значительно меньшие ареалы. Они распространены на региональном уровне, но во многих мелководных водоемах их запасы стали значительно меньше из-за чрезмерного вылова.